# Населення Сербії та Чорногорії

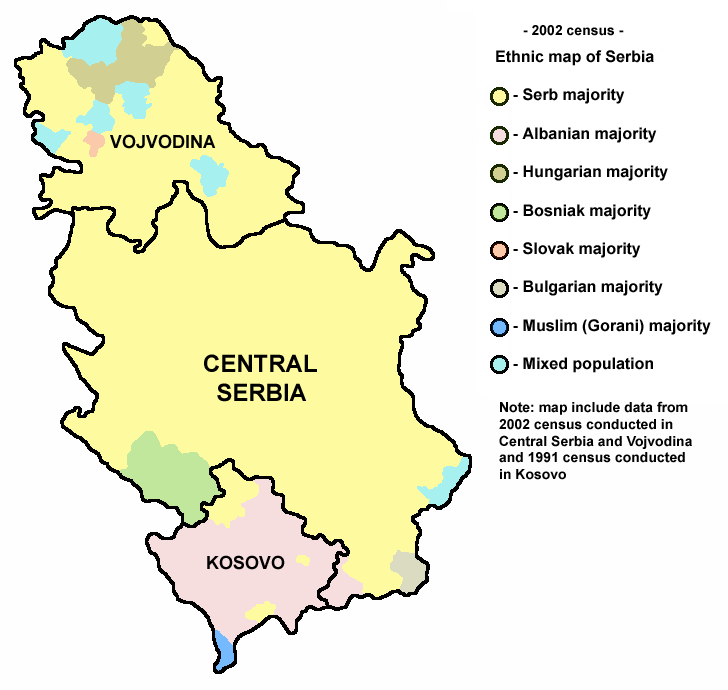
Етнічна карта Сербії у 2002 році

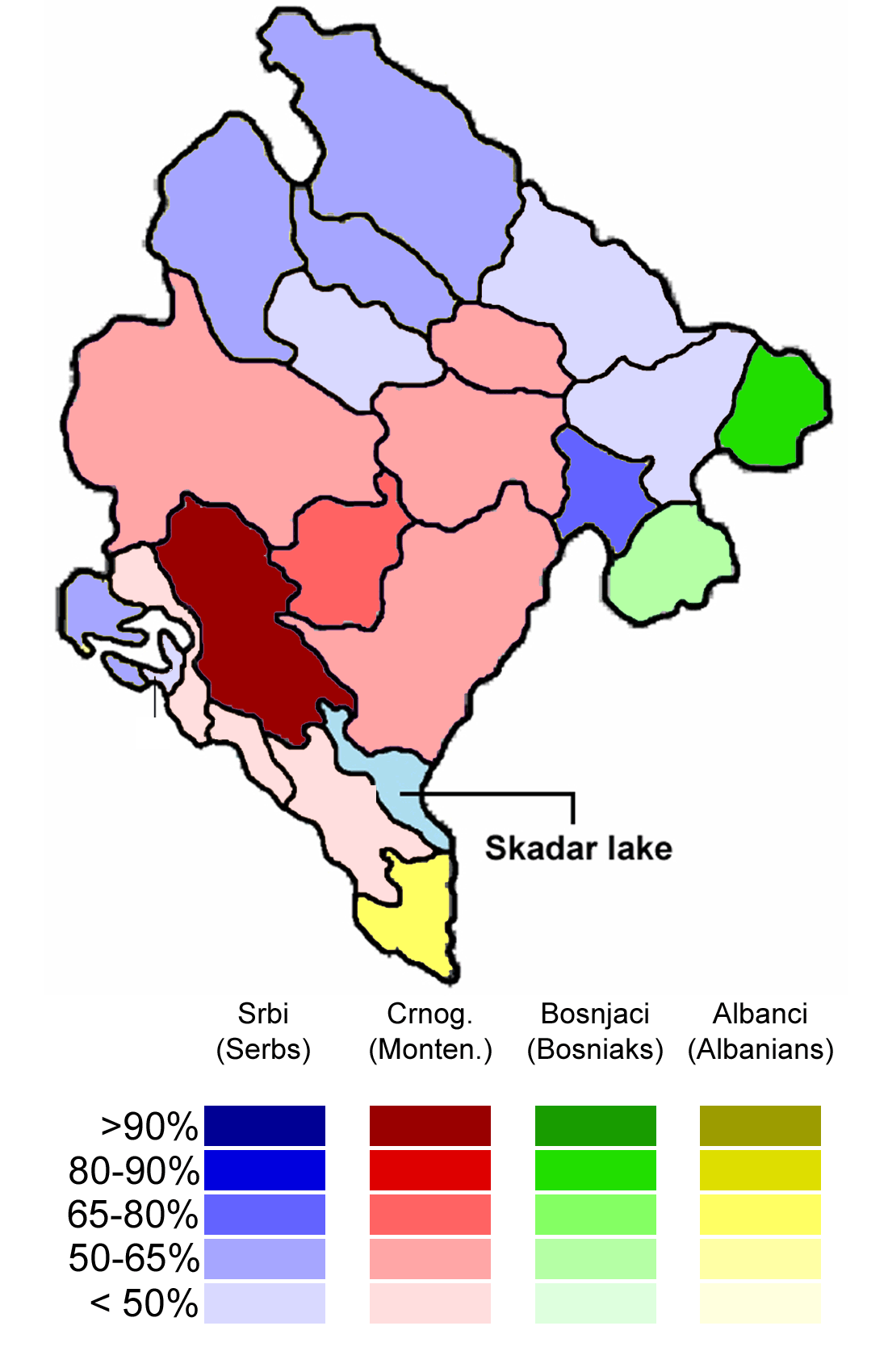
Етнічна карта Чорногорії

Сербія та Чорногорія — це держава, яка існувала з 1992 по 2006 рік. До її складу входили два правові суб'єкти — Республіка Сербія та Республіка Чорногорія.
Загальна чисельність населення Сербії та Чорногорії на момент її розпаду в 2006 році становила приблизно 9 746 130, з них в Сербії проживало 9 131 105 осіб, а в Чорногорії — 615 025. У 2000 році в Сербії проживало 19,95 % осіб до 14 років (серед них чоловіків — 1 028 355; жінок — 963 366); у Чорногорії — 22,05 % (чоловіків — 77 582; жінок — 72 395). Вік від 15 до 64 років мали 65,22 % сербів (серед них 3 187 746 чоловіків та 3 322 425 жінок) і 66,16 % чорногорців (222 095 чоловіків та 227 923 жінок). Більше ніж 65 років мали 14,83 % сербів (638 204 чоловіків; 841 833 жінок) та 11,79 % чорногорців (32 400 чоловіків та 47 763 жінок).
За підрахунками 2000 року природний приріст населення Сербії становив 0,739 %, а Чорногорії — 12,22 %. Показник народжуваності складався з 12,20 новонародженого на 1000 осіб (у Сербії) та 14,9 на 1000 осіб у Чорногорії; смертність становила 11,08 на 1000 осіб у Сербії та 7,9 на 1000 осіб у Чорногорії. Коефіцієнт чистої міграції становив 6,29 на 1000 осіб у Сербії та -29,18 на 1000 осіб у Чорногорії. Загальний коефіцієнт народжуваності складався з 1,7 дитини на одну жінку в Сербії та 2,0 дитини на одну жінку в Чорногорії.
У 2000 році рівень дитячої смертності в Сербії становив 20,13 смерті на 1000 новонароджених; у Чорногорії було 10,97 смерті на 1000 новонароджених. Загальна очікувана середня тривалість життя при народженні була 72,39 року в Сербії (69,31 для чоловіків, 75,72 для жінок) та 75,46 у Чорногорії (71,45 для чоловіків і 79,82 для жінок).
Етнічні групи в регіоні були представлені так: серби — 62,6 %, албанці — 16,5 %, чорногорці — 5 %, югослави — 3,4 %, угорці — 3,3 %, інші — 9,2 % (станом на 2001 рік). Що стосується релігії, то 65 % жителів були православними, 19 % — мусульманами, 4 % — римо-католиками, 1 % — протестантами. Основними мовами, якими розмовляли у Сербії та Чорногорії, була сербська, албанська, хорватська, боснійська та угорська.
У 2002 році 96,4 % населення віком від 15 років могли читати та писати (серед них 98,9 % чоловіків та 94,1 % жінок).

## Природний рух населення

### Статистика природного руху населення (1992—2006)
| Рік  | Кількість населення | Кількість народжених | Кількість смертей | Природний приріст | Народжуваність (на 1000 осіб) | Смертей на 1000 осіб | Природний приріст (на 1000 осіб) | Загальний коефіцієнт народжуваності | Жінки фертильного віку (15-49 років) |
| ---- | ------------------- | -------------------- | ----------------- | ----------------- | ----------------------------- | -------------------- | -------------------------------- | ----------------------------------- | ------------------------------------ |
| 1992 | 10 389 875          | 140 819              | 105 872           | 34 947            | 13,6                          | 10,2                 | 3,4                              | 1,98                                | 2 450 655                            |
| 1993 | 10 390 945          | 140 985              | 107 396           | 33 589            | 13,6                          | 10,3                 | 3,2                              | 1,97                                | 2 476 910                            |
| 1994 | 10 392 747          | 137 629              | 105 338           | 32 291            | 13,2                          | 10,1                 | 3,1                              | 1,92                                | 2 504 244                            |
| 1995 | 10 393 841          | 140 504              | 107 535           | 32 969            | 13,5                          | 10,3                 | 3,2                              | 1,95                                | 2 533 427                            |
| 1996 | 10 398 138          | 137 683              | 111 744           | 25 939            | 13,2                          | 10,7                 | 2,5                              | 1,90                                | 2 556 347                            |
| 1997 | 10 399 279          | 131 394              | 111 845           | 19 549            | 12,6                          | 10,8                 | 1,9                              | 1,81                                | 2 566 228                            |
| 1998 | 10 304 594          | 127 293              | 112 811           | 14 482            | 12,4                          | 10,9                 | 1,4                              | 1,76                                | 2 550 985                            |
| 1999 | 10 214 585          | 121 070              | 114 406           | 6 664             | 11,9                          | 11,2                 | 0,7                              | 1,68                                | 2 534 790                            |
| 2000 | 10 128 515          | 121 635              | 116 569           | 5 066             | 12,0                          | 11,5                 | 0,5                              | 1,70                                | 2 516 066                            |
| 2001 | 10 057 754          | 124 686              | 111 111           | 13 575            | 12,4                          | 11,0                 | 1,3                              | 1,75                                | 2 500 209                            |
| 2002 | 9 996 503           | 122 736              | 113 952           | 8 784             | 12,3                          | 11,4                 | 0,9                              | 1,73                                | 2 483 841                            |
| 2003 | 9 919 214           | 119 363              | 116 067           | 3 296             | 12,0                          | 11,7                 | 0,3                              | 1,69                                | 2 457 449                            |
| 2004 | 9 842 578           | 121 098              | 116 426           | 4 672             | 12,3                          | 11,8                 | 0,5                              | 1,72                                | 2 431 740                            |
| 2005 | 9 798 810           | 116 750              | 119 817           | -3 067            | 11,9                          | 12,2                 | -0,3                             | 1,66                                | 2 405 756                            |
| 2006 | 9 746 130           | 112 715              | 116 331           | -3 616            | 11,6                          | 11,9                 | -0,4                             | 1,62                                | 2 381 783                            |

### Статистика одружень та розлучень в Сербії та Чорногорії (1992 — 2006)
| Рік  | Кількість населення | Одруження | Розлучення | Коефіцієнт неодруженості (за 1000) | Коефіцієнт розлучень (на 1000) | Розлучення на 1000 шлюбів |
| ---- | ------------------- | --------- | ---------- | ---------------------------------- | ------------------------------ | ------------------------- |
| 1992 | 10 389 875          | 63 563    | 7 136      | 6,1                                | 0,7                            | 112,3                     |
| 1993 | 10 390 945          | 62 045    | 7 394      | 6,0                                | 0,7                            | 119,2                     |
| 1994 | 10 392 747          | 59 803    | 7 005      | 5,8                                | 0,7                            | 117,1                     |
| 1995 | 10 393 841          | 60 325    | 7 962      | 5,8                                | 0,8                            | 132,0                     |
| 1996 | 10 398 138          | 56 719    | 7 896      | 5,5                                | 0,8                            | 139,2                     |
| 1997 | 10 399 279          | 56 203    | 7 947      | 5,4                                | 0,8                            | 141,4                     |
| 1998 | 10 304 594          | 56 105    | 8 002      | 5,4                                | 0,8                            | 142,6                     |
| 1999 | 10 214 585          | 55 600    | 7 378      | 5,4                                | 0,7                            | 132,7                     |
| 2000 | 10 128 515          | 62 166    | 8 904      | 6,1                                | 0,9                            | 143,2                     |
| 2001 | 10 057 754          | 62 296    | 9 236      | 6,2                                | 0,9                            | 148,3                     |
| 2002 | 9 996 503           | 64 021    | 11 525     | 6,4                                | 1,2                            | 180,0                     |
| 2003 | 9 919 214           | 62 998    | 9 597      | 6,4                                | 1,0                            | 152,3                     |
| 2004 | 9 842 578           | 62 459    | 10 643     | 6,3                                | 1,1                            | 170,4                     |
| 2005 | 9 798 810           | 57 869    | 9 605      | 5,9                                | 1,0                            | 166,0                     |
| 2006 | 9 746 130           | 59 043    | 10 154     | 6,1                                | 1,0                            | 172,0                     |